# Kuttanad
Kuttanad ist der Name einer Landschaft im südindischen Bundesstaat Kerala. Sie befindet sich in den Backwaters südlich des Vembanadsees im Distrikt Alappuzha und wird von zahlreichen Wasserstraßen durchzogen. Rund 500 km² der insgesamt 1157 km² umfassenden Gegend liegen – als einzige Region Indiens – unter dem Meeresspiegel. Die mit 2,20 Meter unter NN tiefstgelegene Stelle ist somit zugleich der tiefste Punkt Indiens. Außerdem gilt Kuttanad als Kornkammer Keralas. In der fruchtbaren Landschaft, in der fast 2 Millionen Menschen leben, wird vor allem Reis angebaut.
2013 wurde die Landwirtschaft unterhalb des Meeresspiegels in Kuttanad in die Liste der Globally Important Agricultural Heritage Systems der FAO aufgenommen.

## Umweltprobleme in Kuttanad
Während des niederschlagsreichen Südwestmonsuns im Sommer erhalten die Flüsse und Kanäle in Kuttanad Frischwasserzufluss aus den Westghats. Dagegen floss früher während des trockenen Nordostmonsuns Meerwasser aus dem mit dem Arabischen Meer verbundenen Vembanadsee zurück, was zu Engpässen bei der Trinkwasserversorgung und Versalzung der Böden führte. Als Gegenmaßnahme wurde 1975 ein Damm errichtet, der das Eindringen von Meerwasser verhindert. Zwar konnte auf diese Art und Weise der Versalzung Einhalt geboten werden, jedoch verringerte sich dadurch auch die Fließgeschwindigkeit der Wasserstraßen während der Trockenzeit drastisch. Fließgewässer werden in dieser Jahreszeit zu stehenden Gewässern, sodass das durch Abwässer und in der Landwirtschaft eingesetzte Pflanzenschutzmittel stark verschmutzte Wasser nicht abfließen kann. Dennoch wird es von der Bevölkerung als Trinkwasser verwendet. Seit der Errichtung des Dammes ist daher ein deutlicher Anstieg an Magen-Darm-Erkrankungen und Seuchen zu verzeichnen. Als Lösung wird über Auffangbecken für Regenwasser nachgedacht.
Negative Auswirkungen hat die enorme Wasserverschmutzung auch auf die Artenvielfalt in Kuttanad. Ein großer Teil der einheimischen Fisch- und Vogelarten ist bereits ausgerottet.